# Anatoliusz (patriarcha Konstantynopola)
Anatoliusz (zm. 3 lipca 458 w Konstantynopolu) – arcybiskup, następnie patriarcha Konstantynopola w latach 449–458.  

## Życiorys
Urząd arcybiskupa Konstantynopola sprawował od listopada 449 r. do śmierci. Został nim mianowany przez Teodozjusza II pod wpływem Dioskura I, po usunięciu Flawiana przez synod zbójecki. 
Na mocy uchwał soboru chalcedońskiego został tytułowany patriarchą. 